# Antiquités de sang
Les antiquités de sang, ou antiquités du sang, sont les biens du patrimoine culturel pillés pour financer le terrorisme sur les sites archéologiques de pays en conflit armé.

## Terminologie
L’expression « antiquités de sang » (ou « antiquités du sang ») est calquée sur celle des « diamants de sang » extraits « par une population asservie, au moyen de la force et de la peur pour le compte d’organisations rebelles en conflit avec des gouvernements légitimes » pour financer les guerres civiles de pays africains. Elle désigne ici les objets du patrimoine culturel, artéfacts, œuvres d'art et autres biens culturels du mobilier archéologique datant de la période du Proche-Orient ancien, pillés pour financer le terrorisme sur les sites antiques de pays du Moyen-Orient en conflit armé,,,,,,,,,,,,,.

## Contexte
En 2001, la communauté internationale s'émeut de la destruction, « au nom d’un puritanisme islamique intransigeant », des Bouddhas de Bâmiyân par les talibans. Dix ans plus tard, l'explosion du Printemps arabe est suivie, à la faveur des guerres qui se déroulent dans la région du Proche-Orient ancien, berceau de la civilisation mésopotamienne (Irak, Libye, Syrie, Yémen), de l'Hiver islamiste qui favorise l'émergence d'autres groupes djihadistes au premier rang desquels les groupes affiliés à Al-Qaïda et à l'État islamique dans ces différents pays,,,,,,,,,,,,,.
Si la motivation de la destruction des Bouddhas de Bâmiân ou des mausolées de Tombouctou au Mali en 2012 peut paraître religieuse (combat contre l'idolâtrie), elle est cependant propagandiste et une démonstration de force à l'adresse des pays non islamistes. De même, la dimension religieuse de la destruction et du pillage des sites antiques du Croissant fertile est d'autant plus mise à mal qu'il ne s'agit plus ici d'éradiquer l'idolâtrie proscrite mais d'en tirer profit,,,,,,,,,,,,,.

## Localisation des pillages
Les antiquités de sang sont pillées sur des sites antiques comme la Cyrénaïque en Libye, Resafa, Palmyre, Apamée ou Doura Europos en Syrie, mais aussi en Irak ou au Yémen,,,,,,,,,,,,,.

## Introduction sur le marché de l'art
Pillées au détriment du patrimoine culturel des États ou des personnes, le plus souvent de manière violente, les antiquités de sang sont introduites de manière illégale sur le marché de l'art occidental, transitant par la Turquie et l'Italie, proposées directement sur Internet ou laissées parfois plusieurs années en dépôt dans les ports francs de Genève, Bangkok ou des Émirats arabes unis avant d'apparaître dans le catalogue de maisons de vente ou la vitrine de galeries d'art et d'être acquises par des collectionneurs privés ou des collections publiques qui participent ainsi, à leur insu ou non, au blanchiment de ce trafic,,,,,,,,,,,,,.

## Finalités du trafic
Le trafic des biens culturels est considéré comme le troisième le plus important après ceux de la drogue et des armes. Celui des antiquités de sang constitue en outre près du quart du financement des groupes terroristes et serait, après le pétrole, la deuxième source de revenus de l'État islamique qui délivre contre le versement d'une « dîme » de véritables « permis de fouille » dans les zones qu'il contrôle,,,,,,,,,,,,,.
En 2020, l'ONG Global Initiative Against Transnational Organized Crime estime dans un rapport que, en 2015, « sur les revenus annuels de l'EI, estimés à entre 2,35 et 2,68 milliards de dollars, 20 millions de dollars provenaient du trafic d'antiquités et de la taxation ».

## Conséquences pour le patrimoine culturel
Outre la destruction ou le saccage des sites archéologiques eux-mêmes, le détachement des artéfacts de leur lieu d'origine sans documentation, leur dissimulation durant parfois des décennies dans des ports francs, leur circulation dans une multitude de collections privées, servant à la fabrication de faux certificats de provenance, constituent une perte irrémédiable pour la connaissance de l'histoire de l'humanité et pour le patrimoine culturel des pays d'origine,,,,,,,,,,,,,.